# Louis-Marie Billé
Louis-Marie Billé (Fleury-les-Aubrais, 18 febbraio 1938 – Talence, 12 marzo 2002) è stato un cardinale e arcivescovo cattolico francese, creato cardinale della Chiesa cattolica da papa Giovanni Paolo II.

## Biografia

### Formazione e ministero sacerdotale
Louis-Marie Billé nacque a Fleury-les-Aubrais il 18 febbraio 1938, in una famiglia di sette figli. A due anni, la famiglia si trasferì a Fontenay-le-Comte, nella regione della Vandea, dove compì gli studi. Entrò nel seminario maggiore di Luçon nel 1954, studiando poi teologia alla Università cattolica di Angers.
Fu ordinato diacono il 14 gennaio 1962 e sacerdote il 25 marzo dello stesso anno dal vescovo di Luçon Antoine-Marie Cazaux. L'anno successivo svolse il servizio militare in Algeria. 
Dal 1963 al 1965 fu studente al Pontificio Istituto Biblico e proseguì gli studi per un anno presso la Scuola Biblica di Gerusalemme, conseguendo infine la laurea in teologia e Sacre Scritture. Dal 1966 al 1977 è stato professore di Sacre Scritture prima nel Seminario maggiore di Luçon, poi a La Roche-sur-Yon. Nel 1980 è stato nominato vicario episcopale della diocesi di Luçon, collaborando in queste vesti con le congregazioni religiose nell'aggiornamento delle loro costituzioni.

### Ministero episcopale, cardinalato e morte
Il 10 marzo 1984 papa Giovanni Paolo II lo nominò vescovo di Laval, ricevendo la consacrazione episcopale il 19 maggio seguente dalle mani di Charles-Auguste-Marie Paty, vescovo di Luçon, co-consacranti i vescovi Paul-Louis Carrière, suo predecessore alla cattedra di Laval, e Jacques Louis Antoine Marie David, allora vescovo titolare di Girba e ausiliare di Bordeaux. Durante questo incarico, il 14 settembre 1989 eresse a Istituto di vita religiosa” le Piccole sorelle di Maria Madre del Redentore, congregazione fondata da Marie de la Croix e la cui casa madre è a Saint-Aignan-sur-Roë nella Mayenne. 
Il 5 maggio 1995 fu elevato alla sede metropolitana di Aix, dove rimase fino al 10 luglio 1998, quando fu nominato arcivescovo metropolita di Lione e primate delle Gallie. Tra il 1996 e il 2001 fu anche presidente della Conferenza episcopale francese.
Papa Giovanni Paolo II lo elevò al rango di cardinale nel concistoro del 21 febbraio 2001, ricevendo il titolo di San Pietro in Vincoli. Il 22 luglio dello stesso anno optò per il titolo di Santissima Trinità al Monte Pincio. Nell'ambito della Curia Romana fu membro della Congregazione per i Vescovi, della Prefettura degli Affari Economici della Santa Sede, della Pontificia commissione “Ecclesia Dei” e del Pontificio consiglio della Cultura.
Morì il 12 marzo 2002, a soli 64 anni, a Talence, presso l'abitazione di sua sorella, per un cancro al colon. I suoi funerali, presieduti in rappresentanza del papa dal cardinale Camillo Ruini, vicario generale per la Diocesi di Roma, ebbero luogo il 16 marzo dello stesso anno nella cattedrale di Lione e videro la partecipazione di 1300 persone. Fu poi sepolto nella medesima cattedrale.

## Genealogia episcopale e successione apostolica
La genealogia episcopale è:
- Cardinale Guillaume d'Estouteville, O.S.B.Clun.
- Papa Sisto IV
- Papa Giulio II
- Cardinale Raffaele Sansoni Riario della Rovere
- Papa Leone X
- Papa Paolo III
- Cardinale Francesco Pisani
- Cardinale Alfonso Gesualdo di Conza
- Papa Clemente VIII
- Cardinale Pietro Aldobrandini
- Cardinale Laudivio Zacchia
- Cardinale Antonio Barberini, O.F.M.Cap.
- Cardinale Nicolò Guidi di Bagno
- Arcivescovo François de Harlay de Champvallon
- Cardinale Louis-Antoine de Noailles
- Vescovo Jean-François Salgues de Valderies de Lescure
- Arcivescovo Louis-Jacques Chapt de Rastignac
- Arcivescovo Christophe de Beaumont du Repaire
- Cardinale César-Guillaume de la Luzerne
- Arcivescovo Gabriel Cortois de Pressigny
- Arcivescovo Hyacinthe-Louis de Quélen
- Vescovo Louis-Charles Féron
- Vescovo Pierre-Alfred Grimardias
- Cardinale Guillaume-Marie-Romain Sourrieu
- Cardinale Léon-Adolphe Amette
- Arcivescovo Benjamin-Octave Roland-Gosselin
- Cardinale Paul-Marie-André Richaud
- Cardinale Paul Joseph Marie Gouyon
- Vescovo Charles-Auguste-Marie Paty
- Cardinale Louis-Marie Billé

La successione apostolica è:
- Arcivescovo Armand Maillard (1996)
- Vescovo Gilbert Marcel Henri Louis (1999)
- Arcivescovo Laurent Bernard Marie Ulrich (2000)
- Vescovo Yves Jean Marie Arsène Boivineau (2001)